# Tumeremo
Tumeremo é uma cidade venezuelana, capital do município de Sifontes. localizada no estado de bolivar